# Gert Helbemäe
Gert Helbemäe (nome de nascimento Gert-Joachim Einborn; 10 de novembro de 1913 em Tallinn - 15 de julho de 1974 em Londres) foi um escritor e jornalista estoniano. Ele é conhecido principalmente pelos seus romances históricos e contos.
De 1921 a 1933 estudou no Liceu Francês de Tallinn.
Em 1930 ele foi editor executivo de vários jornais e revistas: Eesti Pildileht, Roheline Post, Film ja Elu.
Em 1944 ele fugiu para Lübeck, na Alemanha. Em 1947 mudou-se novamente, desta vez para Londres. Lá publicou o jornal Eesti Hääl e, a partir de 1960, também foi o seu editor. Ele também pertenceu ao conselho da Cooperativa de Escritores da Estónia.
Está enterrado no Cemitério Gunnersbury, em Kensington.

## Obras
- 1947: coleção de contos "Vaikija" ('O Silencioso')
- 1955: romance "Õekesed" ('As Pequenas Irmãs')
- 1957–1958: romance "Sellest mustast mungast" I e II ('Sobre aquele Monge Negro', I e II)
- 1960: romance " Ohvrilaev " ('O Navio para Delos')